# Mochlus
Mochlus – rodzaj jaszczurek z podrodziny Lygosominae w rodzinie scynkowatych (Scincidae).

## Zasięg występowania
Rodzaj obejmuje gatunki występujące w Afryce.  

## Systematyka

### Etymologia
- Mochlus: gr. μοχλος mokhlos „dźwignia”[5].
- Lepidothyris: λεπις lepis, λεπιδος lepidos „łuska, płytka”, od λεπω lepō „łuszczyć”[6]; θυρις thuris, θυριδος thuridos „okno”[7]. Gatunek typowy: Tiliqua fernandi Burton, 1836.

### Podział systematyczny
Do rodzaju należą następujące gatunki:
- Mochlus brevicaudis (Greer, Grandison & Barbault, 1985)
- Mochlus fernandi (Burton, 1836)
- Mochlus grandisonianus Lanza & Carfi, 1966
- Mochlus guineensis (Peters, 1879)
- Mochlus hinkeli (Wagner, Böhme, Pauwels & Schmitz, 2009)
- Mochlus laeviceps (Peters, 1874)
- Mochlus lanceolatus (Broadley, 1990)
- Mochlus mabuiiformis (Loveridge, 1935)
- Mochlus mafianus (Broadley, 1994)
- Mochlus mocquardi (Chabanaud, 1917)
- Mochlus paedocarinatus Lanza & Carfi, 1968
- Mochlus pembanus (Boettger, 1913)
- Mochlus productus (Boulenger, 1909)
- Mochlus simonettai (Lanza, 1979)
- Mochlus somalicus (Parker, 1942)
- Mochlus striatus (Hallowell, 1854)
- Mochlus sundevallii (Smith, 1849)
- Mochlus tanae (Loveridge, 1935)
- Mochlus vinciguerrae (Parker, 1932)